# Trematocephalus tripunctatus
Trematocephalus tripunctatus är en spindelart som beskrevs av Simon 1894. Trematocephalus tripunctatus ingår i släktet Trematocephalus och familjen täckvävarspindlar.
Artens utbredningsområde är Sri Lanka. Inga underarter finns listade i Catalogue of Life.